# Möllevångskravallerna
Möllevångskravallerna utspelade sig i november 1926 på och kring Möllevångstorget i Malmö.
Kravallerna har sin upprinnelse i en arbetsmarknadskonflikt i juli samma år, då arbetare vid A. W. Nilssons barnvagns- och korgmöbelfabrik i hörnet av Möllevångs- och Parkgatan inledde en strejk.
Konflikten eskalerade när arbetsgivaren kallade in strejkbrytare, vilket var vanligt på den tiden. Strejkbrytarna bodde inne på fabriksområdet och utanför samlades de strejkande och andra som stödde strejken. Trots en inledningsvis lugn och fredlig demonstration, flammande konflikten upp på natten till den 11 november efter att en strejkbrytare misshandlat en strejkande korgmakare så allvarligt att denne några dagar senare avled av sina skador.
De tidigare så fredliga demonstrationerna övergick nu i kravaller med våldsamma sammandrabbningar mellan demonstranter och polis. Man räknar med att uppemot 15 000 människor rörde sig i kvarteren kring Möllevångstorget.
Till slut lyckades man hejda kravallerna tack vare ett avtal mellan arbetarnas fackliga representanter och polisen, där polisen lovade att dra sig tillbaka.
Vid den döde korgmakarens begravning slöt närmare 7 000 arbetare upp under sina fackföreningars fanor.
Strejken avbröts först efter två år och fyra månader. De ordinarie arbetarna återanställdes och strejkbrytarna tvingades lämna A.W. Nilsson barnvagns- och korgmöbelfabrik.